# Bumbalavis
Bumbalavis è un genere estinto di uccelli appartenente alla famiglia Presbyornithidae, un gruppo di uccelli anseriformi arcaici (strettamente imparentati con anatre e oche moderne). Visse nel Paleocene superiore o Eocene inferiore nell’attuale Mongolia meridionale. L'unica specie nota è Bumbalavis anatoides.  

## Scoperta e classificazione
I resti fossili di Bumbalavis sono stati ritrovati nel sito di Tsagaan-Khushu, nella formazione di Naran-Bulak (Mongolia meridionale). Questo sito è noto per l’abbondanza di resti di Presbyornithidae, e le analisi condotte da Nikita V. Zelenkov nel 2021 hanno portato alla distinzione di più taxa tra i fossili precedentemente attribuiti a Presbyornis.

## Morfologia
Bumbalavis anatoides era di piccole dimensioni e presentava caratteristiche che lo differenziano chiaramente da Presbyornis pervetus, specie nordamericana di dimensioni maggiori. Le caratteristiche anatomiche suggeriscono che Bumbalavis fosse un anseriforme più avanzato, indicando una diversificazione precoce del gruppo in Asia.

## Paleoecologia
Il materiale fossile del sito di Tsagaan-Khushu, oltre a rappresentare varie forme di Presbyornithidae, comprende anche esemplari attribuibili a forme primitive di Phoenicopterimorphae, un gruppo che include i fenicotteri. Alcuni di questi resti sono assegnati alla famiglia Juncitarsidae, che potrebbe includere anche "Presbyornis" mongoliensis.

## Importanza scientifica
La scoperta di Bumbalavis mette in discussione l’ipotesi che la variabilità dimensionale osservata nei fossili della Mongolia fosse dovuta al dimorfismo sessuale di Presbyornis. Piuttosto, suggerisce la presenza di più specie distinte.